# Pestalotiopsis cruenta
Pestalotiopsis cruenta är en svampart som först beskrevs av Hans Sydow, och fick sitt nu gällande namn av Steyaert 1949. Pestalotiopsis cruenta ingår i släktet Pestalotiopsis och familjen Amphisphaeriaceae.   Inga underarter finns listade i Catalogue of Life.